# Élections législatives bulgares de 2014
Les élections législatives bulgares de 2014 (en bulgare : Парламентарни избори в България 2014) ont eu lieu le dimanche 5 octobre 2014 afin d'élire les deux cent quarante députés de la quarante-troisième législature de l'Assemblée nationale pour un mandat de quatre ans.

## Contexte

### Un gouvernement de gauche contesté
Le résultat des élections législatives du 12 mai 2013 semble amener à un blocage de l'Assemblée nationale. Tandis que les Citoyens pour le développement européen de la Bulgarie (GERB), au pouvoir depuis 2009, confirment leur statut de premier parti bulgare, avec une perte de vingt sièges, la Coalition pour la Bulgarie (KZB) double son nombre d'élus. Dans l'hémicycle, forces de gauche et de droite disposent chacune de 120 sièges, soit l'exacte moitié du Parlement.
Toutefois, l'Union nationale Attaque (Ataka) refusant de soutenir un gouvernement des GERB, la KZB forme un gouvernement de coalition avec le Mouvement des droits et des libertés (DPS) sous la direction de l'indépendant de centre-gauche Plamen Orecharski, qui bénéficie de l'abstention des députés d'Ataka. Ce gouvernement, quasi-minoritaire à l'Assemblée, est contesté dans la rue par de nombreux manifestants, qui protestent également contre la corruption et le chômage.

### Une crise politique née des européennes
Si les élections européennes du 25 mai 2014 confirment que les GERB, la KZB et le DPS forment les trois principales forces politiques du pays, le fort taux d'abstention — qui s'établit à 63,7 % — et la percée du parti populiste Bulgarie sans censure (BBT) amènent les libéraux turcs puis les socialistes à retirer leur soutien au gouvernement et demander la tenue d'élections anticipées.
Après avoir consulté les partis politiques, le président de la République Rossen Plevneliev annonce que le scrutin anticipé aura lieu à l'automne, fin septembre ou début octobre.

## Mode de scrutin
L'Assemblée nationale (en bulgare : Народното събрание) est composée de 240 sièges pourvus pour quatre ans au scrutin proportionnel plurinominal avec listes fermées dans 31 circonscriptions électorales de 4 à 16 sièges. Après décompte des suffrages, la répartition est faite au plus fort reste de Hare entre les listes de candidats ayant atteint le seuil électoral de 4 % des suffrages exprimés au niveau national,,.

## Principales forces en présence
| Force politique | Force politique                                                                                    | Idéologie                                                 | Chef de file          | Résultats en 2013          |
| --------------- | -------------------------------------------------------------------------------------------------- | --------------------------------------------------------- | --------------------- | -------------------------- |
|                 | Citoyens pour le développement européen de la Bulgarie Граждани за европейско развитие на България | Centre droit Conservatisme, libéralisme, europhilie       | Boïko Borissov        | 30,5 % des voix 97 députés |
|                 | Parti socialiste bulgare-Bulgarie de gauche Българска социалистическа партия-Лява България         | Centre gauche Social-démocratie, progressisme, europhilie | Mihaïl Mikov          | 26,6 % des voix 84 députés |
|                 | Mouvement des droits et des libertés Движение за права и свободи                                   | Centre Libéralisme, intérêts de la minorité turque        | Lioutvi Mestan        | 11,3 % des voix 36 députés |
|                 | Union nationale Attaque Национално обединение Атака                                                | Extrême droite Nationalisme, conservatisme, populisme     | Volen Nikolov Siderov | 7,3 % des voix 23 députés  |

## Résultats

### Voix et sièges
|                          |                                                               |           |       |       |        |               |  |  |  |
| Partis ou coalitions     | Partis ou coalitions                                          | Voix      | %     | +/-   | Sièges | +/-           |  |  |  |
|                          | Citoyens pour le développement européen de la Bulgarie (GERB) | 1 072 491 | 32,67 | 2,13  | 84     | 13            |  |  |  |
|                          | Parti socialiste bulgare-Bulgarie de gauche (BSP-LB)          | 505 527   | 15,40 | 11,21 | 39     | 45            |  |  |  |
|                          | Mouvement des droits et des libertés (DPS)                    | 487 134   | 14,84 | 3,53  | 38     | 2             |  |  |  |
|                          | Bloc réformateur (RB)                                         | 291 806   | 8,89  | 1,11  | 23     | 23            |  |  |  |
|                          | Front patriotique (PF)                                        | 239 101   | 7,28  | 1,69  | 19     | 19            |  |  |  |
|                          | Bulgarie sans censure (BBT)                                   | 186 938   | 5,69  | Nv.   | 15     | Nv.           |  |  |  |
|                          | Union nationale Attaque (ATAKA)                               | 148 262   | 4,52  | 2,78  | 11     | 12            |  |  |  |
|                          | Alternative pour la renaissance bulgare (ABV)                 | 136 223   | 4,15  | Nv.   | 11     | Nv.           |  |  |  |
|                          | Autres partis                                                 | 215 683   | 6,57  | –     | 0      | en stagnation |  |  |  |
|                          |                                                               |           |       |       |        |               |  |  |  |
| Suffrages exprimés       | Suffrages exprimés                                            | 3 283 192 | 93,77 |       |        |               |  |  |  |
| Votes blancs et nuls     | Votes blancs et nuls                                          | 218 077   | 6,23  |       |        |               |  |  |  |
| Total                    | Total                                                         | 3 501 269 | 100   | –     | 240    | en stagnation |  |  |  |
| Abstentions              | Abstentions                                                   | 3 570 126 | 50,49 |       |        |               |  |  |  |
| Inscrits / Participation | Inscrits / Participation                                      | 7 071 395 | 49,51 |       |        |               |  |  |  |

### Analyse

Parti en tête par circonscription électorale.

Pour la troisième fois consécutive depuis sa création, le parti des Citoyens pour le développement européen de la Bulgarie arrive en tête des élections législatives, marquées par une très forte abstention puisque moins d'un électeur sur deux s'est déplacé. Cependant, comme au scrutin anticipé de 2013, les GERB accusent un recul en sièges qui les éloigne de la majorité absolue à l'Assemblée. L'alliance Parti socialiste bulgare-Bulgarie à gauche, qui succède à la Coalition pour la Bulgarie (KZB), réédite le schéma habituel de cette force politique, à savoir une forte chute lors du scrutin qui suit une forte hausse. À 18 000 voix et un siège près, elle aurait pu céder son statut de deuxième force du pays au Mouvement des droits et des libertés.
Plusieurs partis récemment créés font leur entrée à l'Assemblée, qui compte un total de huit forces politiques en son sein, un record depuis la chute du communisme. Si le parti xénophobe et nationaliste de l'Union nationale Attaque connaît un important recul, au point de frôler l'éjection de l'hémicycle, les formations populistes réussissent une belle percée dans la mesure où le Front patriotique et la Bulgarie sans censure totalisent près de 15 % des mandats ; par ailleurs, deux forces modérées et pro-européennes profitent du recul des grands partis, à savoir le Bloc réformateur, créé à l'initiative de l'ancienne commissaire européenne Meglena Kouneva, et l'Alternative pour la renaissance bulgare, emmené par l'ancien président de la République et ancien socialiste Gueorgui Parvanov.
Ce scrutin laisse donc un Parlement bulgare totalement éclaté, sans majorité claire, alors même que le pays traverse depuis plus d'un an et demi une crise politique majeure.

### Conséquences
Le président des GERB Boïko Borissov forme un gouvernement de coalition l'associant au Bloc réformateur et à l'ABV. Il bénéficie du soutien sans participation du Front patriotique et de la Bulgarie sans censure.